# Allah jang Palsoe
Alá jang Palsoe ([unˈlah ˈjaŋ colegaˈsu]; Ortografía Perfeccionada: Alá yang Palsu; malayo para El Dios Falso) es una obra de drama de 1919 en seis actos escritos por el autor chino étnico Kwee Tek Hoay. Basado en el cuento de E. Phillips Oppenheim, "Los Dioses Falsos", la obra de lengua malaya sigue los pasos de dos hermanos, uno un devoto hijo quién se aferra firmemente a su moral y honor personal, mientras el otro adora el dinero y prioriza el beneficio personal. Por más de una década, los dos aprenden que el dinero (el dios titular s falso) no es el camino a felicidad.